# Obsesión (álbum de Daniela Castillo)
Obsesión es el segundo álbum de estudio de la cantante chilena Daniela Castillo, lanzado el 28 de noviembre de 2006 bajo el sello Universal Music grabado en los Estudios de Emilio Estefan en Miami, Estados Unidos; y producido por el dúo panameño Gaitanes. 
El primer sencillo fue Volar, que se convirtió en un éxito radial chileno, mientras que el segundo sencillo fue Obsesión, canción que lleva el mismo nombre del disco y Daniela grabó en enero de 2007 el videoclip de esta canción.
Los compositores incluyen a la propia Daniela Castillo, Jaime Ciero, Mario Guerrero, Andrés de León y Soraya quien escribió la canción Estés donde Estés antes de morir.

## Lista de canciones
- 01.- Obsesión
- 02.- Duele en el alma
- 03.- Volar
- 04.- En qué lugar
- 05.- Me robé un corazón
- 06.- En carne viva
- 07.- Sin ti
- 08.- No me queda nada
- 09.- Miénteme primero
- 10.- Hoy
- 11.- Estés donde estés

### Sencillos
| Año  | Canción    | Máxima posición | Máxima posición |
| Año  | Canción    | CHL             | MEX             |
| ---- | ---------- | --------------- | --------------- |
| 2006 | "Volar"    | 10              | -               |
| 2007 | "Obsesión" | 42              | -               |

## Créditos del álbum

### Producción
- Dirección ejecutiva y artística: Jessica Sepúlveda S.
- Producción ejecutiva: Jessica Sepúlveda S.
- Elección de repertorio: Daniela Castillo y Jessica Sepúlveda
- Producción musical: Ricardo y Alberto Gaitán
- Grabación y mezcla en GS y Mardini Inc. Estudios de Miami
- Canciones mezcladas por Tony Mardini

"Obsesión":
- Autor y compositor: Andrés Castro y Gloria Aura
- Arreglos: Andrés Castro
- Guitarras: Andrés Castro y Marco Linares
- Bajo: Andrés Castro
- Batería y percusión: Archie Pena
- Teclados: Ricardo y Alberto Gaitán

"Volar":
- Autor y compositor: Jaime Ciero
- Arreglos: Ricardo y Alberto Gaitán; y Marco Linares
- Piano y teclados: Ricardo y Alberto Gaitán
- Guitarra acústica y eléctricas: Marco Linares
- Bajo: Marco Linares
- Programación Batería: Ricardo y Alberto Gaitán
- Coros: Ricardo y Alberto Gaitán

### Diseño
- Diseño y arte: BSIDE Arte & Publicidad
- Fotógrafo: José Miguel Mella
- Producción fotográfica: Geraldine Marchant
- Maquillaje: Mauricio González
- Peinados: Felipe Sobarzo
- Vestuario: Daniela Castillo, Ellus y Patricio Moreno